# 景天叶龙胆
景天叶龙胆（学名：Gentiana crassula）为龙胆科龙胆属的植物，为中国的特有植物。分布在中国大陆的四川、西藏、云南等地，生长于海拔3,400米至4,200米的地区，常生长在山坡，目前尚未由人工引种栽培。